# Cercocebus agilis
Cercocebus agilis är en däggdjursart som beskrevs av Milne-Edwards 1886. Cercocebus agilis ingår i släktet Cercocebus och familjen markattartade apor. IUCN kategoriserar arten globalt som livskraftig. Inga underarter finns listade.

## Utseende
Cercocebus agilis är en smal primat med långa extremiteter och lång svans. Honor är med en kroppslängd (huvud och bål) av 44 till 55 cm och en vikt av 5 till 7 kg mindre än hanar. De senare blir 51 till 65 cm lång (huvud och bål) och 7 till 13 kg tung. Svanslängden är för båda kön 45 till 79 cm. Pälsen på ovansidan har en brungrå till olivgrå färg och undersidan är ljusare, ibland vitaktig. Ansiktet, öronen samt händer och fötter är bara glest täckt med hår och svartaktiga.

## Utbredning och habitat
Denna primat förekommer i centrala Afrika från Kamerun och Gabon i väst till Albertsjön i öst. Habitatet utgörs främst av skogar i träskmarker samt av andra skogar.

## Ekologi
Hannar och honor bildar flockar med 8 till 22 medlemmar och ibland ingår individer av arten Lophocebus albigena i gruppen. Reviret är cirka 300 hektar stort. Födan utgörs av frukter, frön och unga växtskott. Dessutom äter arten svampar, insekter och andra ryggradslösa djur samt fågelägg.
Individerna är aktiva på dagen och klättrar främst i växtligheten. Flocken bildas av en vuxen hane, flera honor och deras ungar. För kommunikationen har de olika läten samt varierande ansiktsuttryck och kroppsställningar. När den dominerande hanen förlorar sin status dödar den nya alfahanen ibland flockens nyfödda ungar. För arten finns ingen särskild parningstid. När en hona är parningsberedd blir regionen kring hennes könsorgan och anus tjockare. Dräktigheten varar cirka 6 månader och sedan föds allmänt en unge.